# Френуа-ле-Шато
Френуа́-ле-Шато́ (фр. Fresnoy-le-Château) — коммуна во Франции, находится в регионе Шампань — Арденны. Департамент — Об. Входит в состав кантона Люзиньи-сюр-Барс. Округ коммуны — Труа.
Код INSEE коммуны — 10162.
Коммуна расположена приблизительно в 160 км к юго-востоку от Парижа, в 85 км южнее Шалон-ан-Шампани, в 15 км к юго-востоку от Труа.

## Население
Население коммуны на 2008 год составляло 244 человека.
| 1962 | 1968 | 1975 | 1982 | 1990 | 1999 | 2008 |
| ---- | ---- | ---- | ---- | ---- | ---- | ---- |
| 199  | 213  | 210  | 194  | 211  | 223  | 244  |

## Администрация
| Период | Период | Фамилия     | Партия | Примечания |
| ------ | ------ | ----------- | ------ | ---------- |
| 2001   | 2008   | Робер Лонуа |        |            |
| 2008   |        | Ивон Дрья   |        |            |

## Экономика
В 2007 году среди 162 человек в трудоспособном возрасте (15—64 лет) 127 были экономически активными, 35 — неактивными (показатель активности — 78,4 %, в 1999 году было 79,2 %). Из 127 активных работали 124 человека (63 мужчины и 61 женщина), безработных было 3 (2 мужчины и 1 женщина). Среди 35 неактивных 11 человек были учениками или студентами, 19 — пенсионерами, 5 были неактивными по другим причинам.

## Достопримечательности
- Замок Плесси[фр.] (XIX век). Памятник истории с 2001 года[3]